# Louis Bessems
Louis Joseph Bessems (ur. 24 września 1892 – zm. ?) – belgijski piłkarz grający na pozycji pomocnika. Był reprezentantem Belgii.

## Kariera klubowa
Całą swoją karierę piłkarską Bessems spędził w klubie Daring Club de Bruxelles, w którym zadebiutował w sezonie 1910/1911 w pierwszej lidze belgijskiej i grał w nim do 1924 roku. Wraz z Daring Club wywalczył cztery mistrzostwa Belgii w sezonach 1911/1912, 1912/1913, 1913/1914 i 1920/1921.

## Kariera reprezentacyjna
W reprezentacji Belgii Bessems zadebiutował 16 lutego 1913 w wygranym 3:0 towarzyskim meczu z Francją, rozegranym w Uccle i w debiucie strzelił gola. Od 1913 do 1923 rozegrał w kadrze narodowej 13 meczów i strzelił 1 gola.